# Combretum caudatisepalum
Combretum caudatisepalum là một loài thực vật có hoa trong họ Trâm bầu. Loài này được Exell & J.G.García mô tả khoa học đầu tiên năm 1954.